# بخش مرکزی شهرستان خرم‌آباد
بخش مرکزی شهرستان خرم‌آباد یکی از بخش‌های شهرستان خرم‌آباد در استان لرستان است.

## دهستان‌ها
این بخش دارای هفت دهستان است که عبارتند از:
- دهستان ازنا
- دهستان ده‌پیر
- دهستان ده‌پیر شمالی
- دهستان رباط
- دهستان کرگاه غربی
- دهستان کرگاه شرقی
- دهستان کاکاشرف

## جمعیت
بنا بر سرشماری مرکز آمار ایران، جمعیت بخش مرکزی شهرستان خرم‌آباد در سال ۱۳۸۵ برابر با ۴۲۸٫۴۰۶ نفر بوده است که از این میان ۲۱۸٫۶۰۹ نفر مرد و بقیه زن بوده‌اند. این بخش ۹۴۳۰۱ خانوار دارد.